# Primer Reparto de Polonia
El Primer Reparto de Polonia (o de la República de las Dos Naciones) tuvo lugar el 5 de agosto de 1772. Fue la primera de tres reparticiones que acabaron con la existencia del país para finales del siglo XVIII. La primera fue realizada por el Imperio ruso, Prusia y el Imperio de los Habsburgo (luego Imperio austrohúngaro).

## Antecedentes
El Primer Reparto fue el resultado del progresivo debilitamiento de Polonia que comenzó al acabar la Gran Guerra del Norte y se agravó tras la guerra de Sucesión Polaca, debido a los ineficientes reinados de Augusto el Fuerte y sus sucesores. Augusto intentó acabar con la monarquía electiva en Polonia e imponer que su hijo se convirtiera en el futuro rey de Polonia, pero ello le causó enfrentamientos con gran parte de la alta aristocracia polaca, que ansiaba retener el control sobre la elección del monarca de la República de las Dos Naciones del que había gozado hasta entonces mediante el uso del liberum veto. Augusto el Fuerte logró su propósito y su hijo Augusto III de Polonia subió al trono en 1734, pero para ello debió aceptar el apoyo militar de Rusia en la guerra de Sucesión Polaca, lo que aumentó la dependencia de Polonia respecto a sus vecinos rusos.
Las continuas sublevaciones de cosacos en Ucrania a fines del siglo XVII e inicios del siglo XVIII mostraron crudamente la debilidad política y militar de Polonia para retener sus territorios situados en la Ucrania occidental, lo cual estimuló la intervención rusa en esas zonas. El fortalecimiento de Rusia tras el reinado de Pedro I el Grande fue una circunstancia que la monarquía polaca no pudo evitar ni igualar; las disensiones internas entre la szlachta (la aristocracia polaco-lituana) originaron un debilitamiento de sus instituciones en una época en la que sus vecinos (Prusia, Austria y Rusia) aumentaban su poder aceleradamente. Para colmo, la desastrosa Gran Guerra del Norte contra Suecia irrogó grandes destrucciones en Polonia y Lituania cuando el territorio de la República de las Dos Naciones fue invadido por las tropas suecas de Carlos XII.
La pugna feroz entre el rey Augusto el Fuerte y la alta aristocracia polaca generó una progresiva y honda división del país, en la cual los bandos en disputa no tuvieron inconveniente en buscar alternativamente apoyos en el extranjero. A estos se sumaron los deseos de Prusia de extender su territorio tras el fin de la guerra de los Siete Años en 1763, en la cual se comprobó la debilidad política y militar de Polonia, que debió aceptar que las tropas rusas atravesasen su territorio. Como resultado, la influencia política y económica del Imperio ruso transformó a la República de las Dos Naciones en un Estado debilitado y dependiente de Rusia. 
La culminación de esta situación llegó cuando las presiones y sobornos de Rusia lograron que a la muerte de Augusto III en octubre de 1763 los aristócratas polacos eligieran rey a un ambicioso noble local prorruso, Estanislao II Poniatowski, coronado en septiembre de 1764. Tras ello el Sejm (Parlamento) de Polonia empezó a votar normas que favorecían los intereses de Rusia en sus sesiones de 1766-1767 y aseguraban los privilegios de la szlachta y la debilidad política del monarca, lo cual restaba más fuerza aún al país. En muchos casos, los aristócratas polacos actuaban por una combinación de factores: ansias de conservar privilegios, sobornos de los embajadores rusos, o miedo a un mayor poder del rey.
Finalmente, en 1769 un grupo de aristócratas polacos reformistas fundó la Confederación de Bar para oponerse al rey Estanislao, al cual veían como un monarca débil aunque de ideas independientes, y para luchar contra la influencia rusa en Polonia; pronto la confederación tomó militarmente varias fortificaciones y ciudades desafiando la autoridad del monarca. Otros grandes aristócratas polacos se opusieron a la Confederación y pidieron una vez más apoyo militar y financiero a Rusia y Prusia, mientras que los confederados cometieron el error de solicitar auxilio a Austria, lo cual dio a estos países el pretexto para una intervención militar.

## Pacto austro-ruso-prusiano

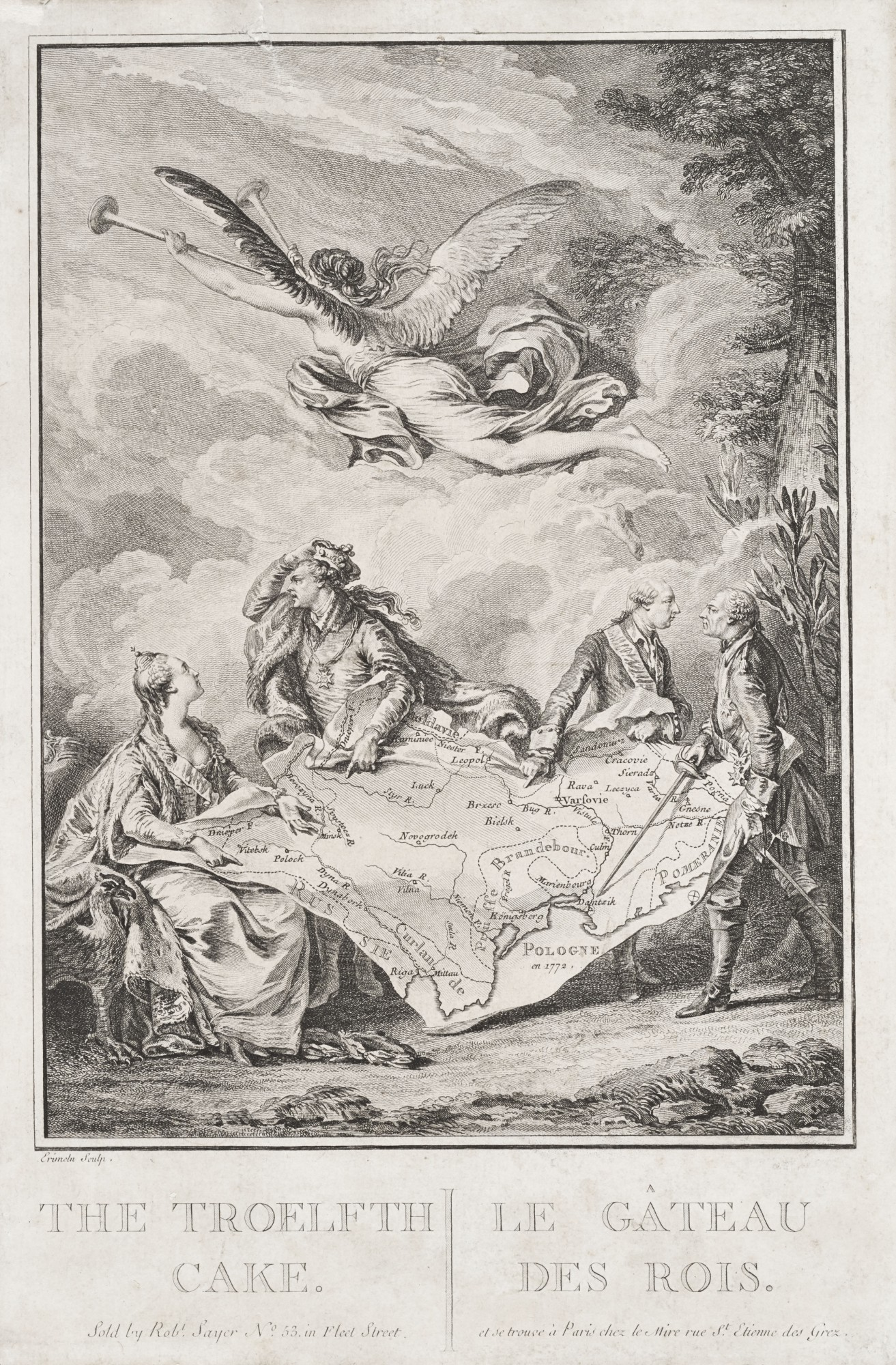
La Gateau des Rois, o "El pastel de los reyes", grabado de 1773 como alegoría de la partición de Polonia, por el francés Jean-Michel Moreau le Jeune

Austria mostraba deseos de impedir un mayor fortalecimiento de Rusia debido a los éxitos militares rusos en su lucha contra el Imperio otomano, por lo cual el rey prusiano Federico el Grande proyectó evitar un enfrentamiento austro-ruso dirigiendo las ambiciones de ambos Estados sobre la debilitada Polonia; tras una serie de negociaciones, el 19 de febrero de 1772 el acuerdo secreto de partición se firmó en Viena, mientras que Prusia y Rusia ya habían alcanzado un convenio en San Petersburgo el 6 de febrero de 1772.
A comienzos de agosto, ejércitos de los tres países invadieron la confederación alegando que la revuelta de la Confederación de Bar generaba una peligrosa inestabilidad en Polonia, ocupando los territorios que habían acordado repartirse, venciendo la resistencia militar opuesta por la Confederación de Bar. El 5 de agosto de 1772 publicaron el manifiesto sobre la ocupación, alegando que buscaban preservar la autoridad del rey polaco Estanislao II pero demandando territorios polaco-lituanos a cambio de ello, para asombro y espanto del país, agotado por las disputas con la Confederación de Bar. 
El rey prusiano Federico el Grande escribió en una carta, acerca de la participación de la emperatriz María Teresa, de religión católica, en el desmembramiento: «La emperatriz Catalina y yo somos meros ladrones, pero me gustaría saber cómo la emperatriz María Teresa calmó a su confesor. Lloró y luego participó en la partición. ¡Y cuanto más lloraba más territorio se anexionaba!».
Los regimientos de la Confederación de Bar, cuya junta ejecutiva había sido expulsada de Austria tras la alianza de ésta con Rusia y Prusia, no se rindieron fácilmente. Cada fortaleza a su mando resistió todo lo que pudo. Las fortalezas de Tyniec, resistieron hasta finales de marzo de 1773 junto con las de Częstochowa defendida por Kazimierz Pułaski. Cracovia cayó el 28 de abril de 1773, tomada por el general ruso Aleksandr Suvórov que deportó a la guarnición polaca a Siberia. 
Por su parte el rey de Polonia, Estanislao II Poniatowski negó apoyo a la resistencia, en tanto su propia posición como monarca dependía de los subsidios pagados por la corte de Rusia. Ni Francia ni Gran Bretaña, consideradas la esperanza de la resistencia de la confederación, prestaron apoyo ni protestaron una vez consumada la repartición. Así fue aplastado el intento de resistir, que costó cerca de 100 000 soldados y la devastación del país, aunque fue el primer signo de la recuperación de la conciencia nacional.

## La división de los territorios
El tratado del reparto fue ratificado por sus signatarios el 22 de septiembre de 1772. Federico II de Prusia estaba regocijado con su éxito, y tomó el gran cuidado por el bienestar de sus nuevos súbditos polacos, importando números grandes de maestros católicos (sobre todo jesuitas, cuya orden había sido expulsada de muchos otros países años antes) y haciendo obligatorio para los príncipes herederos prusianos aprender el idioma polaco, dentro del esquema de Tolerancia religiosa que él ya había admitido en Prusia. 
Prusia obtuvo Ermland (Warmia) y la Prusia Real, a excepción de la ciudad de Danzig (que en 1773 se reunieron en una nueva provincia llamada Prusia Occidental), áreas del norte de la Gran Polonia a lo largo del río Noteć (el Distrito de Netze), y partes de Cuyavia (incluyendo la capital Bydgoszcz, pero no la ciudad de Thorn), con un total de 36 000 km² y 600 000 habitantes.
Mientras tanto el canciller Wenzel Kaunitz de Austria estaba orgulloso de arrancar una parte tan grande de Polonia, con las ricas minas de sal de Bochnia y Wieliczka. Austria obtuvo 83 000 km² y 2 650 000 habitantes, la mayor parte de Galitzia y Lodomeria con Zator y Auschwitz (Oświęcim), parte de la Pequeña Polonia tomando partes de los condados de Cracovia y Sandomir, aunque dejando la ciudad de Cracovia propiamente dicha a los polacos.
Por su parte Catalina de Rusia estaba también muy satisfecha: Rusia tomó posesión de grandes zonas del este de Livonia, y del este de Bielorrusia anexando los condados de Vítebsk, Pólatsk y Mstsislov, con un total de 92 000 km² y 1 600 000 habitantes.
Por esta partición Polonia perdió el 30 % de su territorio (211 000 km²), que en aquel entonces sumaba unos 733 000 km², y un tercio de su población (4,55 millones de personas). La mayor parte de la población arrebatada quedó bajo dominio de Austria.

## Consecuencias

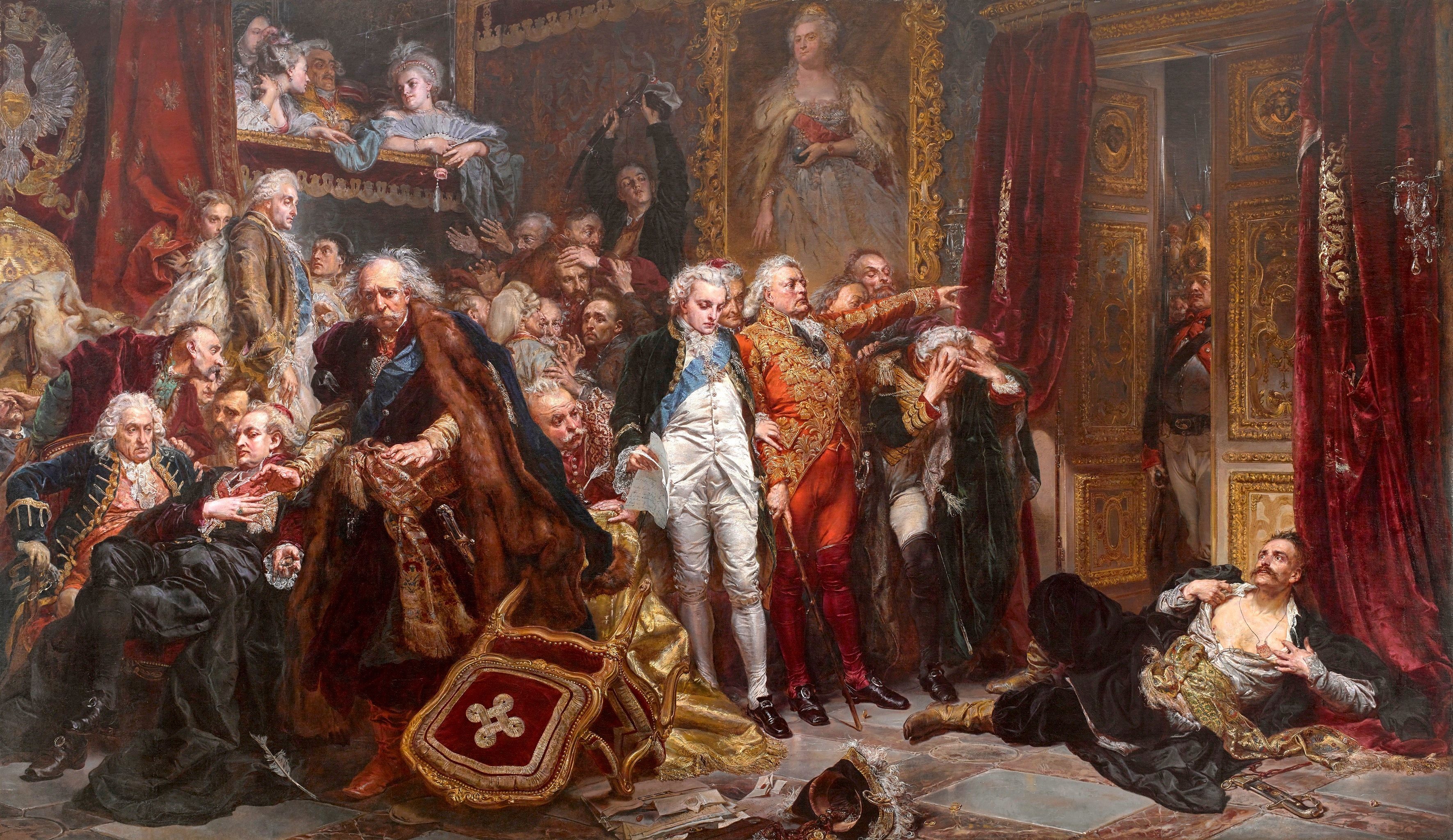
"Rejtan - La caída de Polonia", óleo de Jan Matejko, 1866, 282 x 487 cm, Castillo Real de Varsovia, mostrando al aristócrata Tadeusz Rejtan tratando de impedir la entrada al Sejm de los nobles que votarían a favor de la partición.

Tras ocupar los territorios que se habían asignado en el pacto de septiembre de 1772 y vencer la resistencia de la Confederación de Bar, a mediados de 1773 las tres potencias ocupantes exigieron al rey Estanislao II Poniatowski y al parlamento real de Polonia que aprobasen su intervención militar y la cesión de territorios, para legitimar la partición y evitar todo cuestionamiento futuro. El rey Estanislao advirtió entonces la gravedad del riesgo corrido por el país y pidió entonces socorro a las naciones de Europa Occidental, para lo cual retrasó deliberadamente la convocatoria del parlamento. 
Al no llegar auxilio alguno y ser Varsovia amenazada de ocupación por los ejércitos de los tres países ocupantes para forzar la convocatoria del Sejm, no quedó otro remedio que el sometimiento, y procediéndose a convocar el parlamento pese a la oposición de la mayoría de la szlachta.
Las asambleas de nobles locales (Sejmiks) se negaron a mandar diputados al Sejm al conocerse las intenciones de las tres potencias atacantes, y solo tras grandes dificultades se logró reunir apenas la mitad de los aristócratas miembros, que asistieron a la sesión presidida por el mariscal del Sejm (en polaco, Marszałek sejmu), Adam Poniński, maestre de los caballeros de la Orden de Malta, conocido por su afición al juego de azar y su cinismo. 
Para evitar el sabotaje del congreso y lograr el objetivo de los invasores, Poniński lo convirtió en un «Congreso de Confederación», donde las decisiones se aprobasen por mayoría simple (y no por unanimidad, como era norma entre la szlachta). A pesar de la vigorosa oposición de algunos miembros de la aristocracia (Tadeusz Rejtan, Samuel Korsak o Stanisław Bohuszewicz), Poniński logró llevar a cabo la maniobra gracias al apoyo de otros aristócratas destacados y prorrusos, como Michał Radziwiłł y los obispos Andrzej Młodziejowski, Ignacy Jakub Massalski, y con ayuda del cardenal Antoni Kazimierz Ostrowski (primado de Polonia).
El congreso, llamado Sejm de la Partición, eligió una junta de treinta miembros para tratar los diversos asuntos. El 18 de septiembre de 1773, la junta firmó el tratado de cesión, renunciando en nombre de la confederación a los territorios que habían sido ocupados. El mismo congreso, sin embargo, que siguió en sesión hasta 1775, aprobó importantes reformas, como la creación de un Consejo Permanente y una «Comisión Nacional de Educación» (en polaco Komisja Edukacji Narodowej), preocupados por los efectos de la reciente partición.
Al ocupar el noroeste de Polonia, Prusia se hizo con el control del 80 % del comercio exterior polaco, al dominar sus salidas al mar tomando los puertos de Elblag y Malbork: si bien el vital puerto de Gdánsk seguía bajo soberanía polaca, se había tornado en un enclave rodeado por territorio prusiano y el mar Báltico. Mediante la aplicación de enormes aranceles, Prusia había conseguido acelerar el hundimiento económico de la República de las Dos Naciones y que gran parte de la aristocracia nacional prefiriese someterse a alguno de los poderes extranjeros.